# De Glind
De Glind (Nedersaksisch: De Gliend) is een klein dorp in de gemeente Barneveld in de provincie Gelderland. Het is gelegen tussen Barneveld, Leusden, Achterveld, Woudenberg en Scherpenzeel en telt een inwoneraantal van 755 mensen (2023).

## Beschrijving
Het dorp staat ook wel bekend als 'Jeugddorp De Glind', omdat hier van oudsher uithuisgeplaatste kinderen worden opgevangen in een gezinshuis. In het dorp zijn verschillende (jeugd)zorginstellingen actief, de Rudolphstichting beheert een groot deel van de gebouwen. De Glind biedt kinderen met bijvoorbeeld een verstandelijke of lichamelijke beperking, psychische of gedragsproblemen een omgeving waar zij kunnen leren, wonen, werken en spelen. Maar De Glind is geen instelling, het is een gewoon dorp. Niet iedereen die er woont, werkt in de zorg. Op de scholen zitten ook kinderen van buiten De Glind. Omdat in het dorp veel aandacht is voor kinderen, zijn er veel recreatieve mogelijkheden voor de jeugd, zoals een kinderboerderij, een manege en een zwembad.

## Leren, wonen, werken en spelen
In De Glind worden uit huis geplaatste kinderen voor het grootste deel opgevangen in een gezinshuis. Organisaties die actief zijn, zijn onder andere Intermetzo, gezinshuis.com, Stichting Jeugddorp De Glind en de Rudolphstichting. Voor jongeren en volwassenen zijn er mogelijkheden om begeleid te leren en te werken, bijvoorbeeld bij Folda in de groenvoorziening, bij Ons Bedrijf in de houtwerkplaats of bij ONS in de horeca.

## Geschiedenis
Het kerspel Barneveld bestond vroeger uit het dorp en de buurtschappen Kallenbroek, Esveld en De Glind. In de laatste buurt lag ook het huis De Glinthorst - een forse woontoren met een aantal bijgebouwen. De heren van deze havezate bezaten enkele boerderijen in de omgeving zoals Bergstein, Den Brom (ook wel Kleijn Schaffelaer genoemd), Groot Birreveld, Klein Birreveld, De Knip en Burgstede. In de negentiende eeuw was het aantal bewoners van De Glind zo gestegen dat het gemeentebestuur in 1854 besloot er een openbare lagere school te vestigen.

## Vermeend misbruik en mishandeling
In 2022 bleek uit een onderzoek van Omroep Gelderland dat er tientallen klachten van misbruik en mishandeling waren gemeld in Jeugddorp De Glind.

## Afbeeldingen

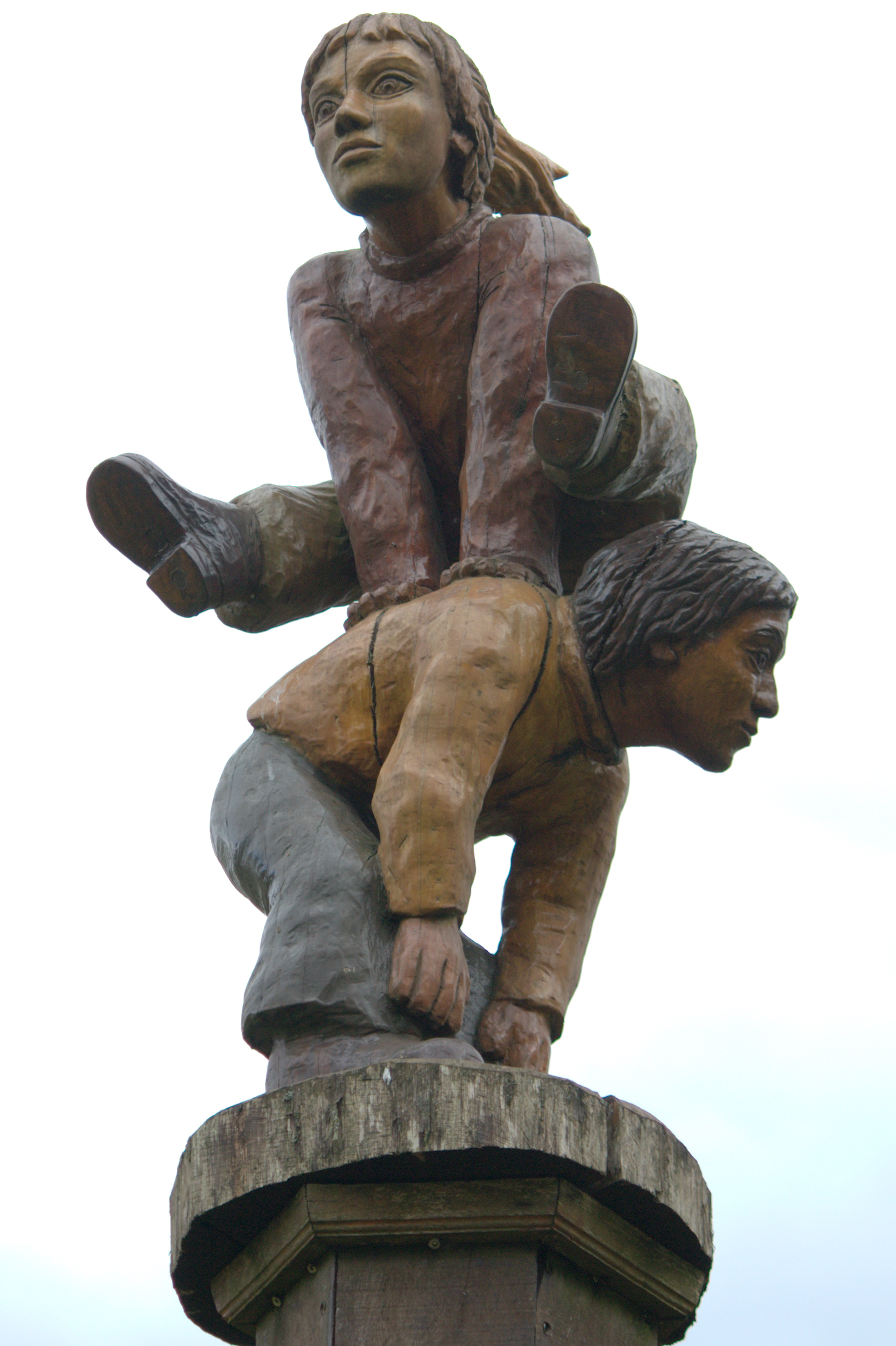
Bokspringen boven op muziektent